# Fusigobius signipinnis
Fusigobius signipinnis är en fiskart som beskrevs av Douglass Fielding Hoese och Obika, 1988. Fusigobius signipinnis ingår i släktet Fusigobius och familjen smörbultsfiskar. Inga underarter finns listade i Catalogue of Life.